# 凹顶角蟾
凹顶角蟾（学名：Boulenophrys parva）为角蟾科布角蟾属的两栖动物。在中国大陆，分布于云南等地，多生活于热带季雨林的溪流山溪中。其生存的海拔范围为600至700米。该物种的模式产地在缅甸。

## 保护
本种于2023年被收录入《有重要生态、科学、社会价值的陆生野生动物名录》。